# Haydain Neale
Haydain Neale (3 de septiembre de 1970 – 22 de noviembre de 2009) fue un cantante y compositor de música canadiense de Hamilton, Ontario, Canadá, conocido como el vocalista del grupo de soul Jacksoul que ganó los premios Juno.

## Trayectoria
Fue miembro de la facultad del Humber College de verano de composición de talleres y formó parte de la Asociación de Compositores de Canadá como presidente.
El primer álbum del grupo Absolute salió al mercado el 14 de agosto de 1996, pero no sería hasta la llegada de su segundo trabajo Sleeples (4 de abril de 2000) cuando se conoció realmente a Haydain con el sencillo Can’t Stop, el cual fue nominado en los premios Juno como mejor single del año frente a I’m like a bird de Nelly Furtado, ante el cual perdió. Posteriormente republicaron otros dos álbumes: Resurrected y mySOUL lanzados el 23 de marzo de 2004 y el 20 de junio de 2006 respectivamente. 
En la noche del 3 de agosto de 2007, Haydain Neale sufrió un fortísimo accidente mientras conducía su Vespa Scooter, chocó contra un Honda Civic en la calle Kennedy de Toronto, Ontario. Fue trasladado en estado crítico al hospital, donde se fue recuperando paulatinamente. El 18 de agosto de 2007 se reconoció públicamente que Haydain llevaba en coma desde que tuvo el accidente. Su recuperación le llevó 2 años.
El 26 de octubre de 2009, sitio Web oficial Jacksoul anunció que el grupo lanzaría su primer álbum en más de tres años. El álbum, Alma Gemela, fue programado para ser lanzado el 1 de diciembre de 2009. Se incluirían 10 nuevas canciones escritas antes del accidente de Neale. 
El 22 de noviembre de 2009, Haydain Neale falleció en el Hospital Monte Sinaí de Toronto como consecuencia de un largo cáncer de pulmón. En una declaración, su esposa Michaela afirmó: A través de todos estos desafíos, el sentido Haydain del humor y amor por la música se ha mantenido hasta el presente. Constantemente iluminó la sala con su canto y su sonrisa. Su alegre y hermosa presencia de voz cada vez será extrañada por todos nosotros.

## Discografía
Haydain Neale publicó 5 discos con Jacksoul a lo largo de toda su vida: 

### Absolute(14 de agosto de 1996)
1- Indigo.
2- (Do you) Like it like that.
3- Let me ride.
4- Eastbound.
5- Unconditional.
6- Show me love.
7- Got your soul.
8- Like it.
9- Confection.
10- Nubian blue.
11- Epilogue.

### Sleepless(4 de abril de 2000)
1- Sleepsless intro.
2- I know what you want.
3- Can’t stop.
4- Let me call you baby.
5- I miss you.
6- Somedays.
7- Never say goodbye.
8- She’s gone.
9- Never give your love away.
10- Baby I adore you.
11- Remember.
12- Don’t tell me.
13- Sleepless.

### Resurrected(23 de marzo de 2004)
1- Think you should know.
2- Getting it on.
3- Shady day.
4- Every Sunrise.
5- The river.
6- Love Jones.
7- Yaz.
8- Saved.
9- Still believe in love.
10- Ocean pearl.
11- I ain’t no good (without U)
12- Merry go round.
13- As we.

### mySOUL(20 de junio de 2006)
1- OneSONG.
2- My ever changing moods.
3- Superfly.
4- Love TKO.
5- Ashes to ashes.
6- Try.
7- These eyes.
8- Been caught stealing.
9- High and dry.
10- Pieces of me.
11- It’s over.
12- Knock on wood.
13- 1979.
14- Change is gonne come.

### SOULmate(1 de diciembre de 2009)
1- Lonesome Highway.
2- How we do.
3- All you need.
4- Lion heart.
5- This is heaven.
6- I surrender.
7- It’s you.
8- Do it to me.
9- You’re beautiful.